# Piz Bianco
El Piz Bianco es un pico de montaña situado en el Cantón de los Grisones, Suiza, y muy cerca de la frontera con Italia.
Forma parte del Macizo de la Bernina, y su punto más alto se encuentra a 3995 metros sobre el nivel del mar, aunque sólo tiene una prominencia de 15 metros.